# Mořicova bašta

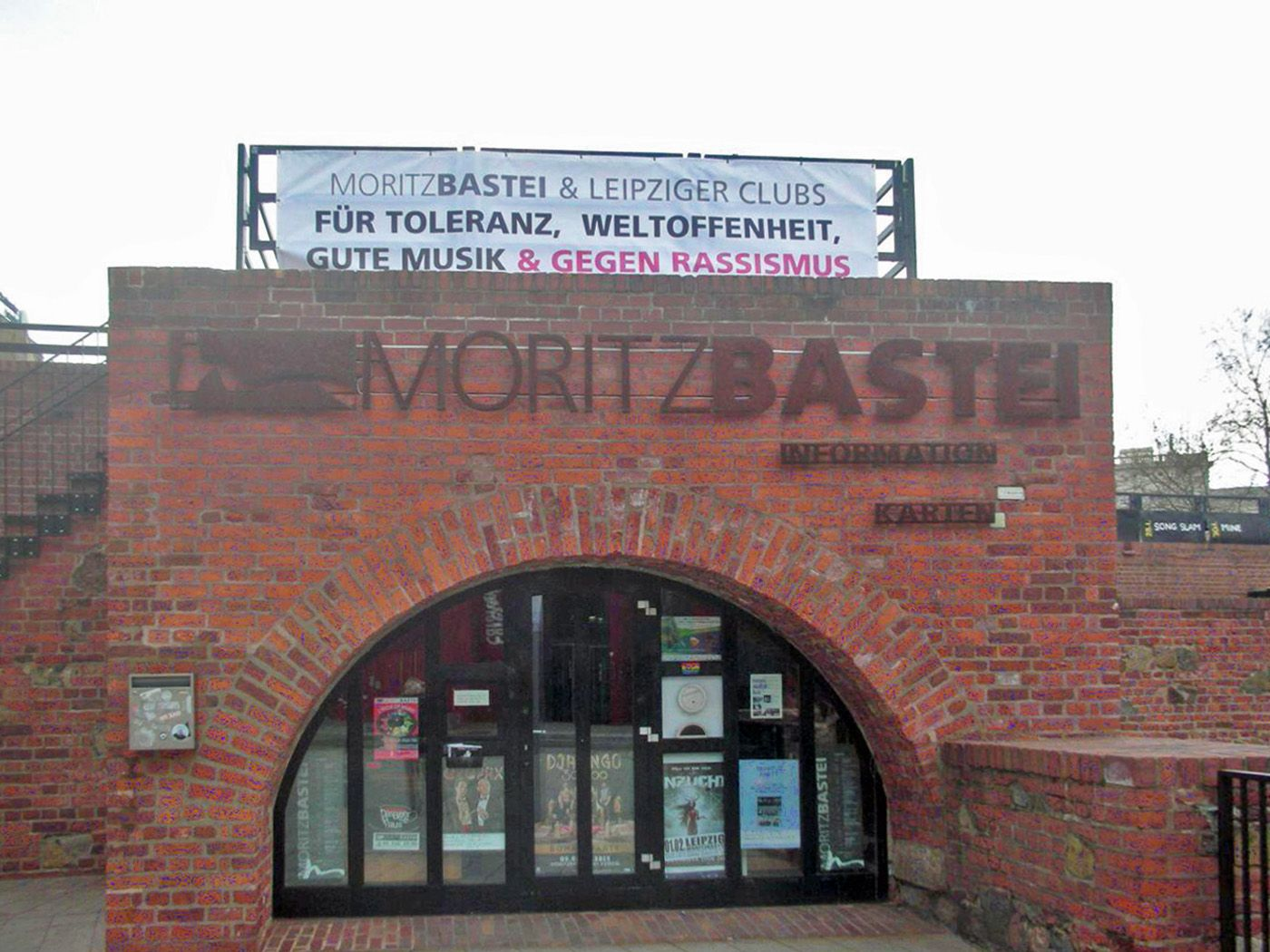
Mořicova bašta

Mořicova bašta (německy Moritzbastei) je jedinečná zachovaná část středověkého opevnění v německém Lipsku, která dnes slouží jako jeden z největších a nejznámějších hudebních klubů v Německu.

## Historie
Vybudována byla v letech 1551–1554. Po jejím prvním dobytí během třicetileté války ztratila Mořicova bašta vojenský význam již během sedmileté války. Poté sloužila jako sklad zboží nebo pracovní dílna odlévačů zvonů a knihtiskařů.
V letech 1796–1834 zřídil architekt Johann Carl Friedrich Dauthe v poškozené Mořicově baště první bezkonfesní občanskou školu v Německu. Během bitvy u Lipska roku 1813 byli ve škole umístěni ranění ruští vojáci.
V roce 1875 byla občanská škola přeměněna na „Vyšší školu ženských povolání“, která nesla jméno Škola Sv. Anny.

## Mořicova bašta jako studentský klub
V letech 1973–1974 vykopali studenti Lipské univerzity při hledání vhodných prostor pro studentský klub zbytky Mořicovy bašty a přesvědčili univerzitu a město k jejímu znovuvybudování.
V roce 1974 byla Mořicova bašta předána studentům Lipské univerzity, tehdy ještě nazývané Univerzita Karla Marxe. Ti strávili 150 000 neplacených hodin odstraňováním 40 000 metrů krychlových sutě. Do prací se zapojilo na 30 000 studentů, mezi nimi i současná německá kancléřka Angela Merkelová.
Celá stavba byla dokončena roku 1982 a z Mořicovy bašty se stal největší studentský klub v Evropě. Během období revoluce se klub stal důležitým prostorem pro různá setkání a diskuze. Politicky angažovaní studenti zde pořádali různá fóra, setkání u kulatých stolů a jiné kulturní akce.
I dnes patří Mořicova bašta k největším hudebním klubům v Evropě. V rozlehlých podzemních sklepeních a chodbách se konají každodenní diskotéky, ale i jiné kulturní akce jako koncerty či doprovodné akce Lipského knižního veletrhu, Gothic festivalu ap. Více o nich lze nalézt na webových stránkách klubu.

## Poloha
Mořicova bašta se nachází na okraji městského centra vedle mrakodrapu City-Hochhaus Leipzig na adrese Universitätsstraße 9, 04109 Leipzig.